# Johann Piger

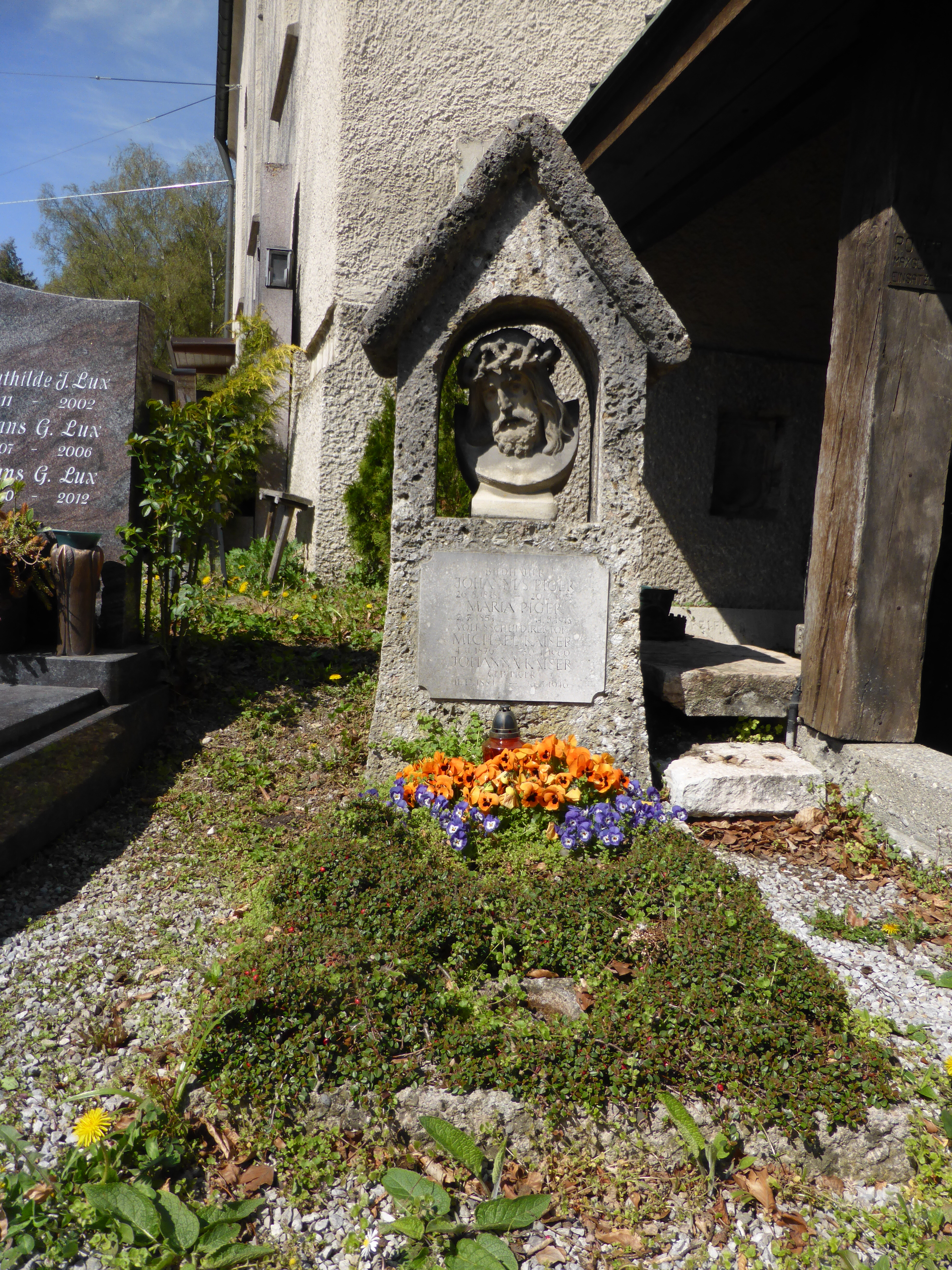
Grab Johann Pigers in Maxglan

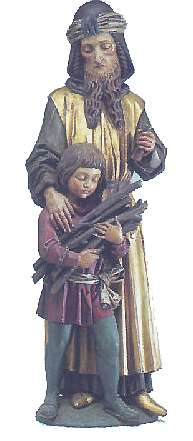
Abrahams Opfer: Abraham, in der erhobenen Linken das Messer, Skulptur von Johann Piger

Johann Piger (* 26. Mai 1848 in Rietz im Oberinntal; † 20. Juli 1932 in Salzburg) war ein Tiroler Bildhauer, der den weitaus größten Teil seines Lebens in der Stadt Salzburg wohnhaft war.

## Leben
Johannes Piger wurde als Sohn eines Landarztes in Rietz im Oberinntal geboren und wuchs in Prutz auf. Er war zuerst Schüler von Franz Xaver Renn in Imst, lernte dann auch bei Josef Miller in Innsbruck, bei Johann Grissemann und Karl von Blaas in Wien sowie bei Joseph Knabl und Engelbert Kolp in München. Ab 1876 war Piger in der Stadt Salzburg ansässig, wo er für sich und seine Familie in der Bucklreuthstraße eine Villa mit Atelier errichten ließ, wobei er die Fassade mit selbst verfertigem Figurenschmuck ausstattete. Das Grab Pigers befindet sich auf dem Maxglaner Friedhof in Salzburg,  neben dem Eingang zur Krypta der gotischen Kirche.
Grabinschrift:
BILDHAUER

JOHANNES PIGER

26. 5. 1848 – 20. 7. 1932

MARIA PIGER

2. 7. 1854 – 14. 4. 1918

VOLKSSCHULDIREKTOR

MICHAEL KAISER

4. 11. 1876 – 30. 4. 1960

JOHANNA KAISER

GEB. PIGER

11. 12. 1884 – 16. 5. 1946

## Kunsthistorisches Werk
Piger wurde in Salzburg insbesondere von den Stiften St. Peter und Nonnberg gefördert, für die er wiederholt arbeitete. Stilistisch stand er der Bewegung der Nazarener nahe, die eine Synthese aus mittelalterlich-altdeutschen Stilelementen mit der Gefühlstiefe eines Raffael anstrebten und so eine neue Ausdrucksweise religiöser Inhalte zu formulieren versuchten.

## Bildergalerie

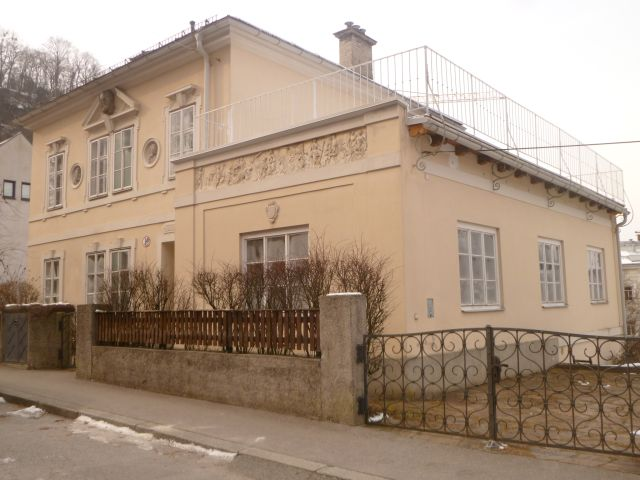
Pigers Haus und Atelier in der Riedenburg, mit von ihm modelliertem Fassadenschmuck.
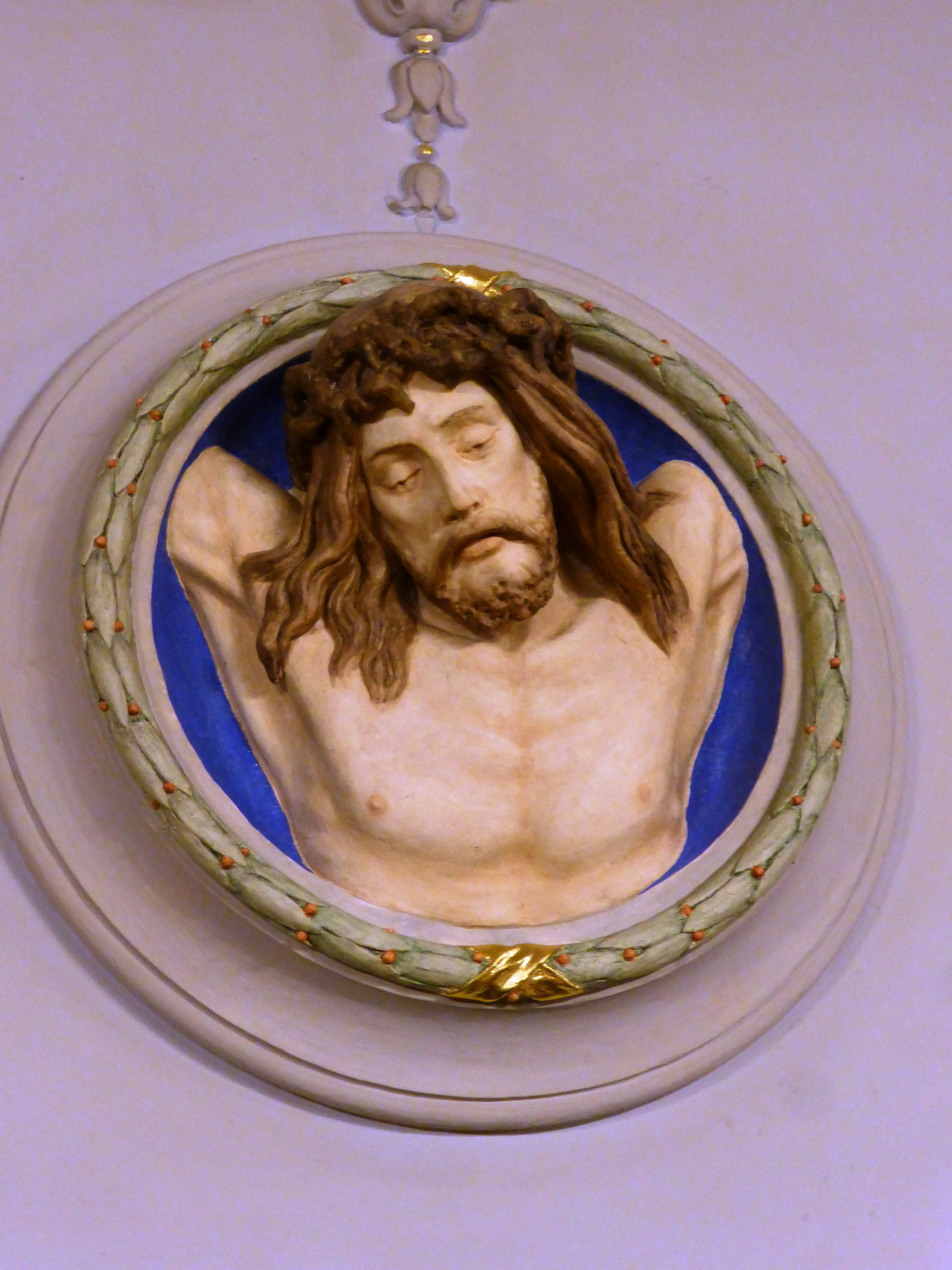
Tondo: Christus mit der Dornenkrone, Bräustübl Salzburg Mülln, Augustinersaal.
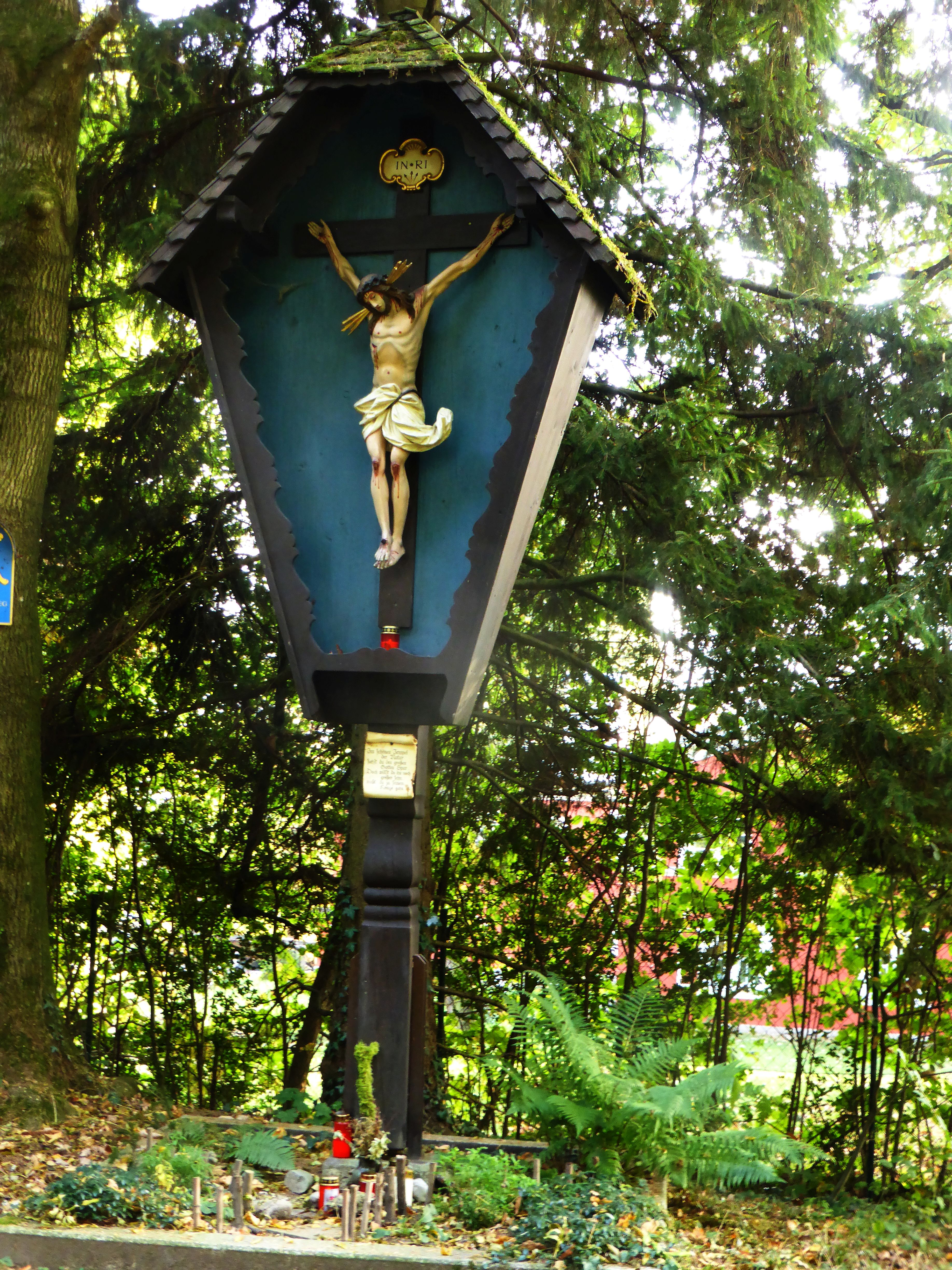
Mönchsbergkreuz (Katschthalerkreuz) auf der Karolinenhöhe in Salzburg

## Werke
- Holzskulpturen für die Altäre der Herz-Jesu-Asylkirche in der Riedenburg, Salzburg (1878–1879),
- Plastische Ausstattung der Pfarrkirche Radstadt (1881–1885),
- Krippenfiguren für die Kirche im Kapuzinerkloster Salzburg (um 1880),
- Jesukind für die Pacher Madonna in der Franziskanerkirche Salzburg (1890),
- Plastische Ausstattung der Altäre der Pfarrkirche Ramingstein (1892),
- Altarfiguren für die Pfarrkirche Uttendorf (1893–1894),
- Altar der Friedhofskapelle Hallein (1895),
- Figuren in der Pfarrkirche Salzburg-St. Andrä (um 1895, bei den Luftangriffen 1944/45 durch Fliegerbomben zerstört),
- Statuen in der Dekanatspfarrkirche St. Johann im Pongau (1900),
- Figuren im Altar in der Pfarrkirche Mariapfarr (1897),
- Wintersteller-Denkmal Religion und Vaterlandsliebe in Kirchdorf in Tirol (1901),
- Figuren für die Seitenaltäre der Pfarrkirche Altenmarkt im Pongau (1902),
- Altarausstattung für die Kapelle auf der Schmittenhöhe, Zell am See,
- 20 Monumentalfiguren für die Nischen im Langhaus der Kollegienkirche Salzburg (1905–1912). Jetzt aus den Nischen entfernt und, von unten nicht sichtbar, in den Oratorien aufgestellt.
- Katschthaler-Kreuz (Wegkreuz) auf dem Mönchsberg nächst der Karolinenhöhe Salzburg (eingeweiht 1920), durch Vandalismus beschädigt (angebrannt), danach restauriert.
- Relief Heilige Familie für die Pfarrkirche Königswiesen OÖ. (1906),
- Statuetten an der Kanzel der Pfarrkirche Oberndorf bei Salzburg (1908),
- Pieta für die Pfarrkirche Pöndorf OÖ., Friedhof
- Hl. Ägidius, Blasius und Ulrich in der Kirche in Hatting in Tirol,
- Maria Immaculata in der Pfarrkirche in Schwaz in Tirol.